# Imany

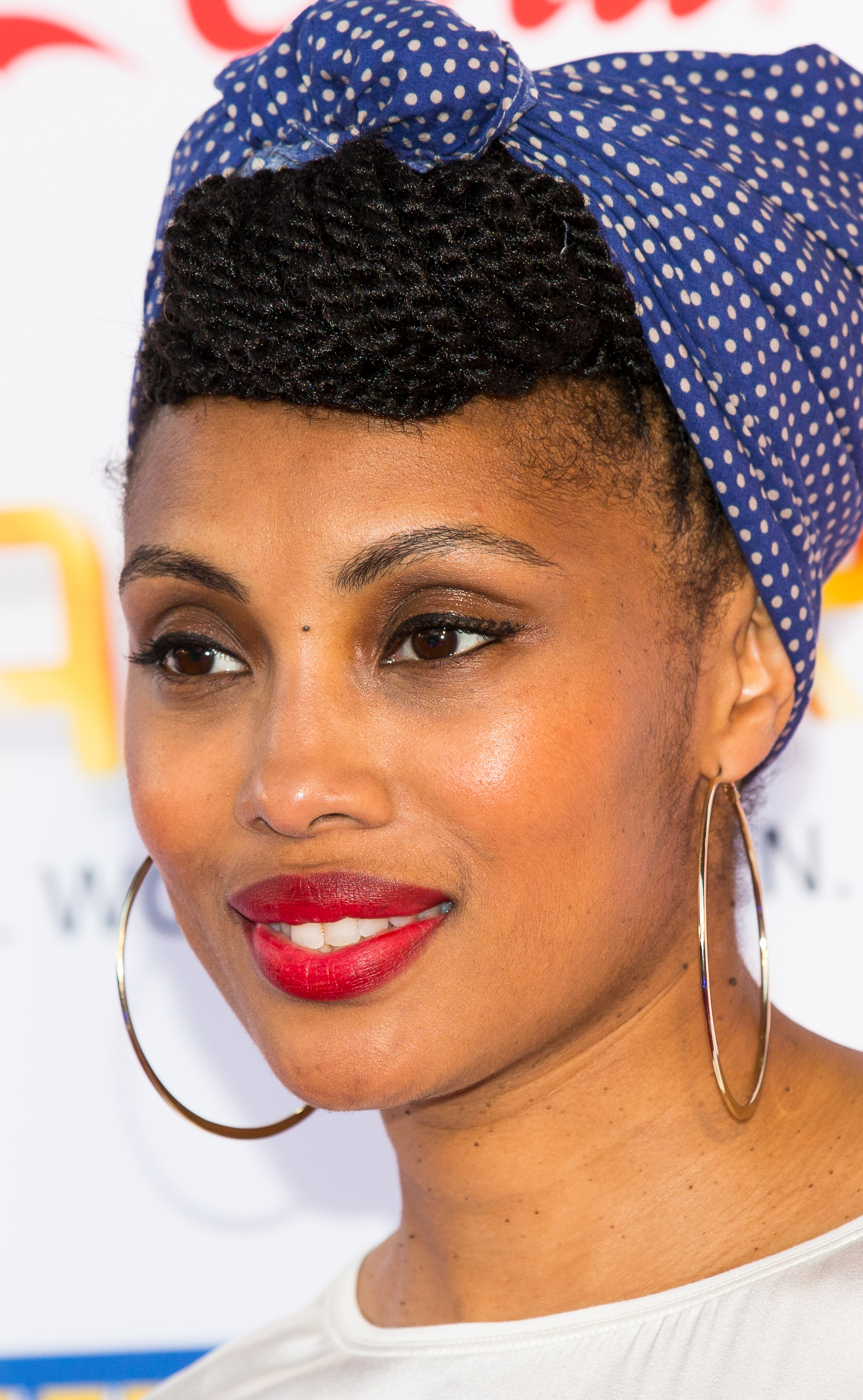
Imany im Europapark in Rust (2017)

Imany (bürgerlicher Name: Nadia Mladjao; * 5. April 1979 in Martigues, Frankreich) ist eine franco-komorische Soulsängerin. 
Ihr Künstlername wurde von dem Swahili-Wort „imani“, das „Glaube“, „Vertrauen“ und „Aufrichtigkeit“ bedeutet, abgeleitet. Imany lebt in Paris.

## Karriere

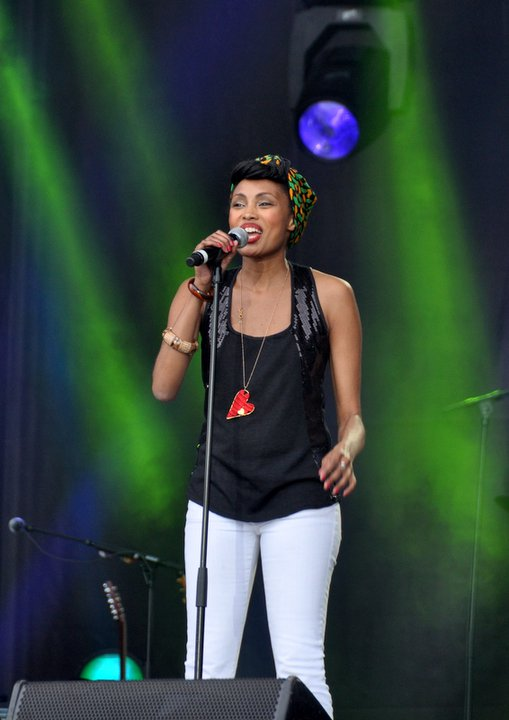
Imany (2011)

Nach der Schule in Paris ging Imany nach New York und arbeitete unter anderem für Calvin Klein als Fotomodell. Nachdem sie dort auch Gesangsunterricht genommen hatte, kehrte sie 2008 nach Paris zurück, um ihre Gesangskarriere zu starten. Ihr erstes Album Shape of a Broken Heart erschien im Mai 2011. Im Jahr 2014 produzierte sie den Soundtrack für den Film French Women – Was Frauen wirklich wollen von Audrey Dana, der unter dem Originaltitel Sous les jupes des filles auf CD veröffentlicht wurde.
Im Frühjahr 2016 wurde ihr Titel Don’t Be So Shy in der Remix-Version des russischen Duos Filatov & Karas zu einem Radiohit. Er erreichte in Frankreich Platz 1, in der Schweiz Platz 3 und war ein Nummer-eins-Hit in Polen, Österreich und Deutschland.

## Diskografie

### Alben
| Jahr | Titel                       | Höchstplatzierung, Gesamtwochen, AuszeichnungChartplatzierungen (Jahr, Titel, Platzierungen, Wochen, Auszeichnungen, Anmerkungen) | Höchstplatzierung, Gesamtwochen, AuszeichnungChartplatzierungen (Jahr, Titel, Platzierungen, Wochen, Auszeichnungen, Anmerkungen) | Höchstplatzierung, Gesamtwochen, AuszeichnungChartplatzierungen (Jahr, Titel, Platzierungen, Wochen, Auszeichnungen, Anmerkungen) | Höchstplatzierung, Gesamtwochen, AuszeichnungChartplatzierungen (Jahr, Titel, Platzierungen, Wochen, Auszeichnungen, Anmerkungen) | Anmerkungen                                      |
| Jahr | Titel                       | FR | DE | AT | CH | Anmerkungen                                      |
| ---- | --------------------------- | --- | --- | --- | --- | ------------------------------------------------ |
| 2011 | The Shape of a Broken Heart | FR19 Platin · (115 Wo.)FR | DE47 (5 Wo.)DE | — | CH36 (8 Wo.)CH | Erstveröffentlichung: 9. Mai 2011                |
| 2014 | Sous les jupes des filles   | FR84 (4 Wo.)FR | — | — | — | Erstveröffentlichung: 26. Mai 2014 Soundtrack    |
| 2016 | The Wrong Kind of War       | FR7 Platin · (61 Wo.)FR | DE19 (6 Wo.)DE | AT23 (3 Wo.)AT | CH9 (16 Wo.)CH | Erstveröffentlichung: 26. August 2016            |
| 2019 | Live at the Casino de Paris | FR84 (6 Wo.)FR | — | — | — | Erstveröffentlichung: 25. Oktober 2019 Livealbum |
| 2021 | Voodoo Cello                | FR24 (5 Wo.)FR | DE34 (1 Wo.)DE | — | CH47 (5 Wo.)CH | Erstveröffentlichung: 3. September 2021          |

### EPs
- 2010: Acoustic Sessions

### Singles
| Jahr | Titel Album                                             | Höchstplatzierung, Gesamtwochen, AuszeichnungChartplatzierungen (Jahr, Titel, Album, Platzierungen, Wochen, Auszeichnungen, Anmerkungen) | Höchstplatzierung, Gesamtwochen, AuszeichnungChartplatzierungen (Jahr, Titel, Album, Platzierungen, Wochen, Auszeichnungen, Anmerkungen) | Höchstplatzierung, Gesamtwochen, AuszeichnungChartplatzierungen (Jahr, Titel, Album, Platzierungen, Wochen, Auszeichnungen, Anmerkungen) | Höchstplatzierung, Gesamtwochen, AuszeichnungChartplatzierungen (Jahr, Titel, Album, Platzierungen, Wochen, Auszeichnungen, Anmerkungen) | Anmerkungen                              |
| Jahr | Titel Album                                             | FR | DE | AT | CH | Anmerkungen                              |
| ---- | ------------------------------------------------------- | --- | --- | --- | --- | ---------------------------------------- |
| 2011 | You Will Never Know The Shape of a Broken Heart         | FR26 Gold · (54 Wo.)FR | — | — | — | Erstveröffentlichung: 6. Juni 2011       |
| 2014 | The Good, the Bad & the Crazy Sous les jupes des filles | FR79 (6 Wo.)FR | — | — | — |                                          |
| 2016 | Don’t Be So Shy (Filatov & Karas Remix) –               | FR1 Diamant · (87 Wo.)FR | DE1 Diamant · (41 Wo.)DE | AT1 Gold · (31 Wo.)AT | CH3 ×2Doppelplatin · (51 Wo.)CH | Erstveröffentlichung: 18. September 2015 |
| 2016 | There Were Tears The Wrong Kind of War                  | FR50 (1 Wo.)FR | — | — | — |                                          |
| 2016 | Silver Lining (Clap Your Hands) The Wrong Kind of War   | FR32 (41 Wo.)FR | — | — | — | Erstveröffentlichung: 22. Juli 2016      |
| 2016 | Nothing to Save The Wrong Kind of War                   | FR179 (1 Wo.)FR | — | — | — |                                          |
| 2017 | No Reason No Rhyme The Wrong Kind of War                | FR174 (1 Wo.)FR | — | — | — |                                          |

Weitere Singles
- 2011: Please and Change
- 2017: Hey Little Sister
- 2021: Wonderful Life (Stream Jockey Rework)

### Gastbeiträge
- 2013: Le mystère féminin (Kery James feat. Imany)

## Auszeichnungen für Musikverkäufe
| Silberne Schallplatte - Vereinigtes Königreich - 2022: für die Single Don’t Be So Shy Goldene Schallplatte - Polen - 2016: für das Album Sous les jupes des filles - 2017: für das Album The Wrong Kind of War - Spanien - 2024: für die Single Don’t Be So Shy Platin-Schallplatte - Australien - 2016: für die Single Don’t Be So Shy - Belgien - 2016: für die Single Don’t Be So Shy - Kanada - 2018: für die Single Don’t Be So Shy - Norwegen - 2016: für die Single Don’t Be So Shy - Schweden - 2016: für die Single Don’t Be So Shy | 2× Platin-Schallplatte - Dänemark - 2025: für die Single Don’t Be So Shy - Italien - 2013: für die Single You Will Never Know 3× Platin-Schallplatte - Italien - 2019: für die Single Don’t Be So Shy - Polen - 2013: für das Album The Shape of a Broken Heart Diamantene Schallplatte - Polen - 2016: für die Single Don’t Be So Shy |

Anmerkung: Auszeichnungen in Ländern aus den Charttabellen bzw. Chartboxen sind in ebendiesen zu finden.
| Land/RegionAuszeichnungen für Musikverkäufe (Land/Region, Auszeichnungen, Verkäufe, Quellen) | Silber  | Gold     | Platin       | Diamant     | Verkäufe  | Quellen              |
| -------------------------------------------------------------------------------------------- | ------- | -------- | ------------ | ----------- | --------- | -------------------- |
| Australien (ARIA)                                                                            | —       | —        | Platin1      | —           | 70.000    | aria.com.au          |
| Belgien (BRMA)                                                                               | —       | —        | Platin1      | —           | 30.000    | ultratop.be          |
| Dänemark (IFPI)                                                                              | —       | —        | 2× Platin2   | —           | 180.000   | ifpi.dk              |
| Deutschland (BVMI)                                                                           | —       | —        | —            | Diamant1    | 1.000.000 | musikindustrie.de    |
| Frankreich (SNEP)                                                                            | —       | Gold1    | 2× Platin2   | Diamant1    | 533.333   | snepmusique.com FR2  |
| Italien (FIMI)                                                                               | —       | —        | 5× Platin5   | —           | 210.000   | fimi.it              |
| Kanada (MC)                                                                                  | —       | —        | Platin1      | —           | 80.000    | musiccanada.com      |
| Norwegen (IFPI)                                                                              | —       | —        | Platin1      | —           | 40.000    | ifpi.no              |
| Österreich (IFPI)                                                                            | —       | Gold1    | —            | —           | 15.000    | ifpi.at              |
| Polen (ZPAV)                                                                                 | —       | 2× Gold2 | 3× Platin3   | Diamant1    | 180.000   | olis.pl              |
| Schweden (IFPI)                                                                              | —       | —        | Platin1      | —           | 40.000    | sverigetopplistan.se |
| Schweiz (IFPI)                                                                               | —       | —        | 2× Platin2   | —           | 60.000    | hitparade.ch         |
| Spanien (Promusicae)                                                                         | —       | Gold1    | —            | —           | 30.000    | elportaldemusica.es  |
| Vereinigtes Königreich (BPI)                                                                 | Silber1 | —        | —            | —           | 200.000   | bpi.co.uk            |
| Insgesamt                                                                                    | Silber1 | 5× Gold5 | 19× Platin19 | 3× Diamant3 |           |                      |